# Contes racontés deux fois
Contes racontés deux fois (Twice-Told Tales) est un recueil de nouvelles publié par l'écrivain américain Nathaniel Hawthorne en 1837.
Une édition augmentée de plusieurs nouvelles paraît en 1842.

## Origine du titre
Les nouvelles avaient auparavant été publiées séparément dans des revues, d'où le titre du recueil : Contes racontés deux fois.

## Liste des nouvelles
- Le Champion gris (The Gray Champion) (1835, 1837)
- Sunday at Home (1837)
- Le Glas Nuptial (The Wedding-Knell) (1836, 1837)
- Le Voile noir du pasteur (The Minister's Black Veil) (1836, 1837)
- L'Arbre de mai de Merrymount (The May-Pole of Merry Mount) (1836, 1837)
- Le Doux Enfant (The Gentle Boy) (1832, 1837)
- Mr. Higginbotham's Catastrophe (1834, 1837)
- Little Annie's Ramble (1835, 1837)
- Wakefield (Wakefield) (1835, 1837)
- A Rill from the Town-Pump (1835, 1837)
- The Great Carbuncle (1837)
- Les Peintures prophétiques (The Prophetic Pictures) (1837)
- David Swan (1837)
- Sights from a Steeple (1831, 1837)
- The Hollow of the Three Hills (1830, 1837)
- The Toll-Gatherer's Day (1837, 1842)
- The Vision of the Fountain (1835, 1837)
- Fancy's Show Box (1837)
- L'Expérience du Dr. Heidegger (Dr. Heidegger's Experiment) (1837)

## Liste des nouvelles ajoutées dans l'édition de 1842
- Légendes de la maison provinciale (Legends of the Province House) (1838, 1942)

I. La Mascarade de Howe (Howe's Masquerade)
II. Le Portrait d'Édouard Randolph (Edward Randolph's Portrait)
III. Le Manteau de Lady Eleanore (Lady's Eleanore's Mantle)
IV. La Vieille Esther Dudley (Old Esther Dudley)
- L'Esprit hanté (The Haunted Mind) (1835, 1842)
- The Village Uncle (1835, 1842)
- The Ambitious Guest (1835, 1842)
- The Sister Years (1835, 1842)
- Snow-Flakes (1838, 1842)
- The Seven Vagabonds (1833, 1842)
- La Vieille Fille blanche (The White Old Maid) (1835, 1842)
- Le Trésor de Peter Goldthwaite (Peter Goldthwaite's Treasure) (1838, 1842)
- Chippings with a Chisel (1838, 1842)
- The Shaker Bridal (1838, 1842)
- Night Sketches (1838, 1842)
- Endicott et la croix rouge (Endicott and the Red Cross) (1838, 1842)
- La Quête du lys (The Lily's Quest) (1839, 1842)
- Foot-prints on the Sea-Shore (1838, 1842)
- Edward Fane's Rosebud (1837, 1842)
- The Threefold Destiny (1838, 1842)

## Éditions

### Édition originale américaine
- Twice-Told Tales, Boston, American Stationers Co., 1837

### Édition française
- Contes racontés deux fois, traduit par Charles Simond, Paris, H. Gauthier, coll. « Nouvelle bibliothèque populaire à 10 cents », 1888 (BNF 30583241)

## Adaptation cinématographique
- 1963 : Trio de terreur (Twice-Told Tales), film à sketches réalisé par Sidney Salkow, adaptation de deux nouvelles du recueil (Heidegger's Experiment et Rappaccini's Daughter) et une adaptation du roman La Maison aux sept pignons (The House of the Seven Gables). Le film produit par la United Artists met en vedette Vincent Price, Joyce Taylor et Sebastian Cabot